# Wydział Nauk Humanistycznych Uniwersytetu SWPS
Wydział Nauk Humanistycznych Uniwersytetu SWPS – jeden z 4 warszawskich wydziałów Uniwersytetu SWPS. Został utworzony w 2001 roku. Skupia ponad 60 dydaktyków i badaczy reprezentujących dyscypliny: nauki o kulturze i religii, kulturoznawstwa, literaturoznawstwa, językoznawstwa, komunikacji społecznej, public relations i mediach. Dziekanem wydziału jest dr hab. Marcin Jacoby, prof. Uniwersytetu SWPS.

## Studia
Działalność dydaktyczna
Wydział prowadzi studia I i II stopnia w trybie stacjonarnym i niestacjonarnym. Oferuje studia filologiczne w zakresie: filologii angielskiej, filologii norweskiej, filologii szwedzkiej, italianistyki i iberystyki. Ponadto kształci na kierunku kulturoznawstwo, w tym unikatowe studia azjatyckie obejmujące praktyczną naukę języka chińskiego, koreańskiego i japońskiego.  
Studia kulturoznawcze prowadzone na Wydziale otrzymały wyróżniającą ocenę Polskiej Komisji Akredytacyjnej, nadzorującej jakość kształcenia w całym kraju.
Według rankingu „Perspektyw” z 2021 r. Uniwersytet SWPS jest w ścisłej czołówce trzech najlepszych uczelni w Polsce prowadzących studia na kierunku filologia angielska.

## Władze
Kierownictwo Wydziału
- Dziekan  – dr hab. Marcin Jacoby, prof. Uniwersytetu SWPS
- Prodziekan ds. dydaktycznych – dr Paweł Pyrka, prof. Uniwersytetu SWPS
- Prodziekan ds. studenckich – dr Emma Oki

## Struktura[4]

### Katedry, zakłady i organizacje studenckie
- Katedra Kultury i Mediów
- Katedra Anglistyki
- Zakład Iberystyki i Italianistyki
- Zakład Skandynawistyki
- Zakład Studiów Azjatyckich

### Organizacje studenckieEnglish Theatre Organisation
- English Theatre Organisation
- Koło Naukowe MyGender
- Koło Naukowe School of Ideas
- Koło Sztuki
- Organizacja Studencka Katedry Anglistyki
- Skandynawistyczne Koło Naukowe Uniwersytetu SWPS
- Koło Naukowe Studiów Azjatyckich

## Siedziba
Wydział mieści się w gmachu dawnej Fabryki Aparatów Elektrycznych Kazimierz Szpotańskiego przy ul. Chodakowskiej 19/31 na Kamionku.